# Orden „Heldenmutter“

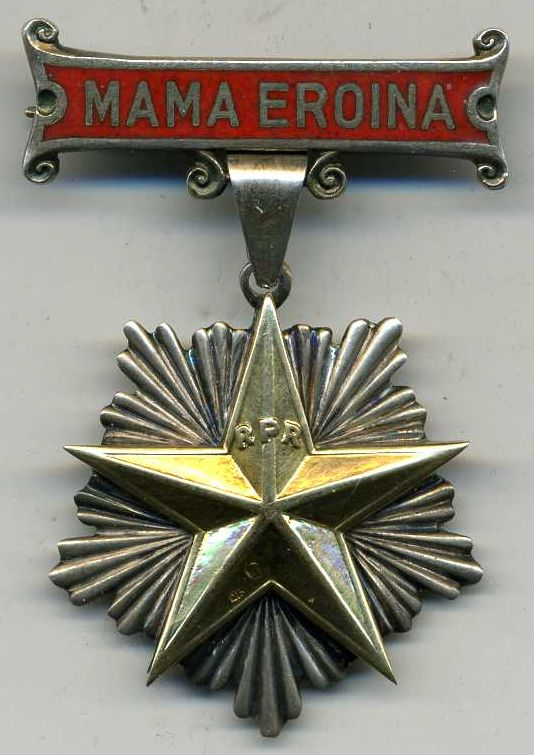
Abbildung des Ordens der RPR

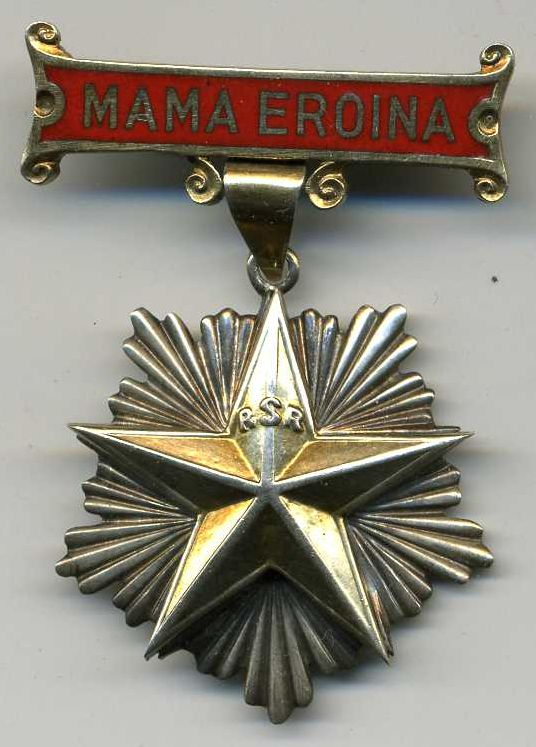
Abbildung des Ordens der RSR

Der Orden „Heldenmutter“ (rumänisch Mamă eroină) war eine staatliche Auszeichnung der Volksrepublik Rumänien. Mit dem Orden wurde zugleich der geehrten Mutter der gleichnamige Ehrentitel (Titlul de onoare mamâ eroinâ si) verliehen. Die Stiftung erfolgte am 6. November 1951 durch das Dekret 195 des Staatsrates (Consiliul de stat). Die Veröffentlichung der Statuten erfolgte im rumänischen Staatsanzeiger (Buletinul oficial) Nr. 109 vom 8. November 1951. Verliehen wurden der Orden und der Ehrentitel an Frauen, die zehn und mehr Kinder geboren und aufgezogen hatten.

## Aussehen und Trageweise
Das Ordenszeichen besteht aus einem fünfzackigen, aus Echtgold bestehenden Stern, der auf silbernen Strahlen ruht. Im oberen Zacken des Sternes befinden sich die rumänischen Majuskeln RPR. 1965 wurde die Inschrift durch die neue Staatsform RSR ersetzt. Getragen wurde der Orden an der sich nach unten verjüngenden Öse an einer rot emaillierten und verzierten Tragespange mit der Aufschrift MAMA EROINA. Die Rückseite des Ordenszeichen ist glatt und zeigt die eingeschlagene Verleihungsnummer.
Ab einem unbekannten Zeitpunkt wurde das Ordenszeichen nicht mehr aus Edelmetall gefertigt und stattdessen minderwertiges Buntmetall verwendet.